# 魏拉赫河
48°34′5″N 11°16′7″E / 48.56806°N 11.26861°E

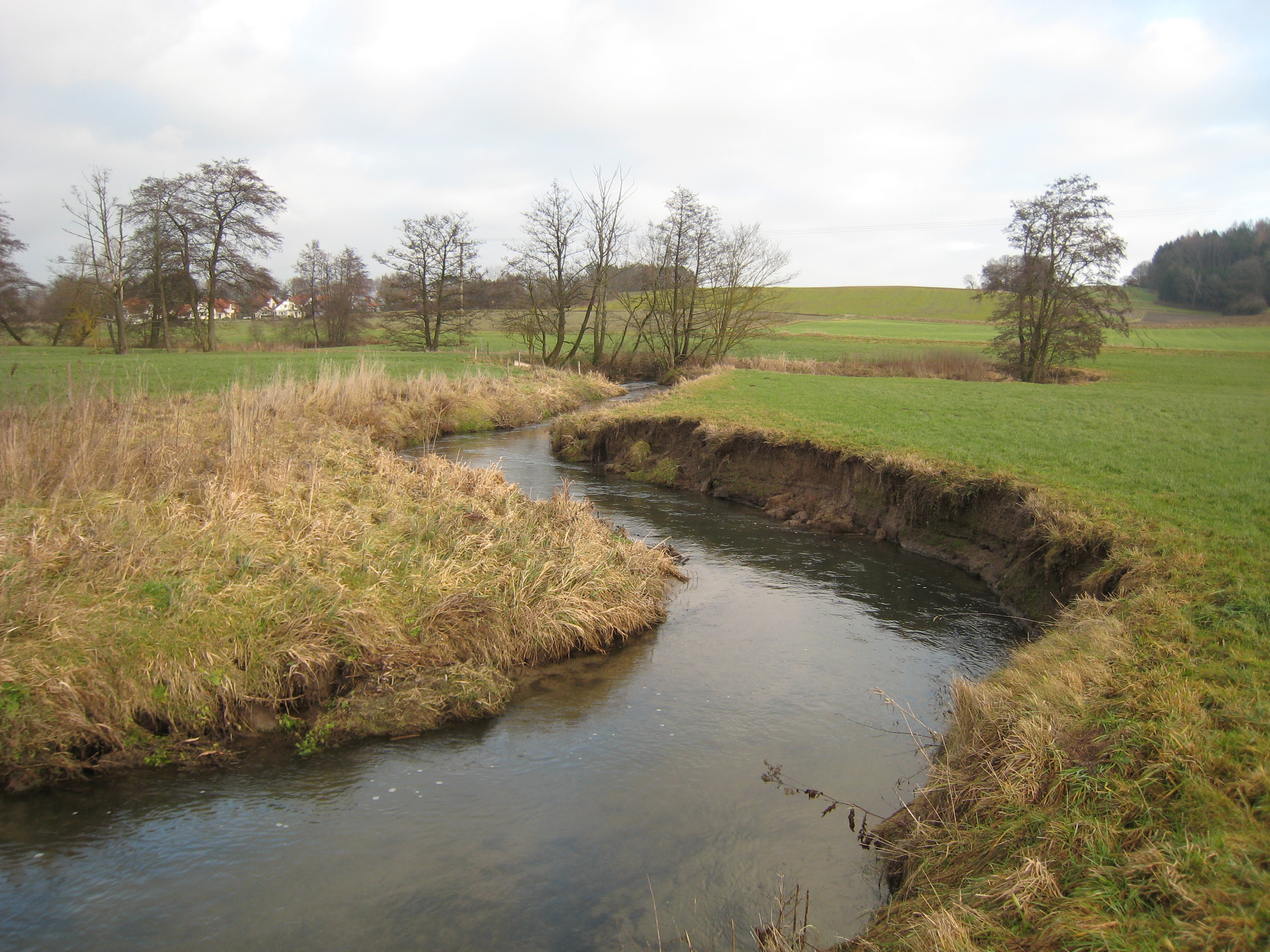

魏拉赫河（德語：Weilach），是德國的河流，位於該國東南部，由巴伐利亞負責管轄，屬於帕爾河的支流，河道全長24.8公里，流域面積112平方公里，河口處在施羅本豪森附近。